# Microceratus
Microceratus (gr. "petita banya") és un gènere considerat com nomen nudum. L'espècie tipus (Microceratus gobiensis) fou descrita per Bohlin en 1953, però el nom genèric havia estat utilitzat ja en la designació d'un insecte. El nou nom donat fou el de Microceratus encara que molt del material fòssil ha estat estat reasignat al gènere Graciliceratops, per la qual cosa Microceratus es considera com nomen nudum. Una segona espècie, M, sulcidens (Bohlin, 1953), és conciderada sinònim de M. gobiensis.